# Белокобыльский, Сергей Александрович
Сергей Александрович Белокобыльский (род. 13.09.1958) — российский энтомолог, главный научный сотрудник Зоологического института РАН (Санкт-Петербург). Доктор биологических наук (1995). В 2012—2017 годах вице-президент Русского энтомологического общества. Крупный специалист по паразитическим наездникам-браконидам. Открыл и описал впервые для науки более 700 новых видов и других таксонов насекомых.

## Биография
Родился 13 сентября 1958 года в г. Спасск-Дальний, Приморский край, Россия. В 1980 году окончил Дальневосточный государственный университет, Владивосток.
В 1983—1986 годах младший научный сотрудник Лаборатории наземных членистоногих Биолого-почвенного институто ДВНЦ АН (Владивосток), с 1986 года работает в Лаборатории систематики насекомых Зоологического институте Российской академии наук в Санкт-Петербурге. В 1995 году защитил докторскую диссертацию на тему «Наездники-бракониды подсемейств Rhyssalinae, Doryctinae, Histeromerinae и Exothecinae: морфология, биология, распространение и систематика». Главный научный сотрудник Зоологического института РАН (Санкт-Петербург), работает в Лаборатории систематики насекомых, с 2002 года заведующий Отделением перепончатокрылых. Заместитель главного редактора журнала «Энтомологическое обозрение». Член Русского энтомологического общества (ученый секретарь 1998—2013; вице-президент 2012—2017).
С 2022 года главный редактор «Трудов Русского энтомологического общества».

## Труды
Открыл и описал новые для науки таксоны: 11 триб, 19 подтриб, 49 родов, 18 подродов и более 700 видов паразитических наездников-браконид из всех зоогеографических областей. Автор, соавтор и редактор нескольких крупных монографий и определителей по фауне насекомых.
книги и монографии
- Белокобыльский С. А. и др. Аннотированный каталог перепончатокрылых насекомых России. Том II. Наездники-паразитоиды (Apocrita: Parasitica) = Annotated catalogue of the Hymenoptera of Russia. Volume II. Apocrita: Parasitica / Белокобыльский С. А., Лелей А. С. (ред.) и др. — Санкт-Петербург: Зоологический институт РАН, 2019. — Т. (Труды ЗИН РАН. Приложение 8). — С. 200—340. — 594 с. — 300 экз. — ISBN 978-5-98092-067-8.
- Белокобыльский С. А. и др. Аннотированный каталог перепончатокрылых насекомых России. Том I. Сидячебрюхие (Symphyta) и жалоносные (Apocrita: Aculeata) = Annotated catalogue of the Hymenoptera of Russia. Volume I. Symphyta and Apocrita: Aculeata / Белокобыльский С. А., Лелей А. С. (ред.) и др. — Санкт-Петербург: Зоологический институт РАН, 2017. — Т. 321 (Труды ЗИН РАН. Приложение 6). — С. 15—20 (Введение). — 476 с. — 300 экз. — ISBN 978-5-98092-062-3. Архивировано 23 июня 2020 года.
- Белокобыльский С. А., Тобиас В. И., Sharkey M.J., Taeger A. Семейство Braconidae // Определитель насекомых Дальнего Востока России. В 6 т. / под общ. ред. П. А. Лера. — Владивосток: Дальнаука, 1998. — Т. IV. Сетчатокрылообразные, скорпионницы, перепончатокрылые. Ч. 3. — С. 8—656. — 708 с. — 500 экз. — ISBN 5-7442-0898-4.
- Белокобыльский С. А., Тобиас В. И. Семейство Braconidae // Определитель насекомых Дальнего Востока России. В 6 т. / под общ. ред. П. А. Лера. — Владивосток: Дальнаука, 2000. — Т. IV. Сетчатокрылообразные, скорпионницы, перепончатокрылые. Ч. 4. — С. 8—571. — 651 с. — 500 экз. — ISBN 5-8044-0031-2.
- Белокобыльский С. А., Тобиас В. И. Семейство Braconidae. Подсемейство Alysiinae // Определитель насекомых Дальнего Востока России. В 6 т. / под общ. ред. П. А. Лера. — Владивосток: Дальнаука, 2007. — Т. IV. Сетчатокрылообразные, скорпионницы, перепончатокрылые. Ч. 5. — С. 8—133. — 1052 с. — ISBN 5-8044-0789-7.
- Belokobylskij S.A., Maeto K. 2009. Doryctinae (Hymenoptera, Braconidae) of Japan. (Fauna mundi. Vol. 1). Warszawa: Warszawska Drukarnia Naukowa. 806 pp. ISBN 978-83-918040-8-7
- Ku D.-S., Belokobylskij S.A., Cha J.-Y. 2001. Hymenoptera (Braconidae). Economic Insects of Korea 16. Insecta Koreana. Suppl. 23. 281 pp.
- Peris Felipo F.J., Belokobylskij S.A., Jiménez-Peydró R. 2014. Revision of the Western Palaearctic species of the genus Dinotrema Foerster, 1862 (Hymenoptera, Braconidae, Alysiinae). Zootaxa, Monograph, 3885(1): 1—483. https://doi.org/10.11646/zootaxa.3885.1.1
- Tang P., Belokobylskij S.A., Chen X.-X.. 2015. Spathius Nees, 1818 (Hymenoptera: Braconidae: Doryctinae) from China with a key to species. Zootaxa. Monograph. 3960(1): 1—132 https://doi.org/10.11646/zootaxa.3960.1.1
- Rosa P., Belokobylskij S.A., Zaytseva L.A. The Chrysididae types described by Semenov-Tian-Shanskij and deposited at the Zoological Institute of the Russian Academy of sciences, Saint Petersburg (Insecta: Hymenoptera). Proceedings of the Zoological Institute Russian Academy of Sciences. Supplement 5. 266 pp.

гранты и научные проекты
- РФФИ № 19-04-00027_a. «Филогенетические и морфо-биологические основы систематики и глобальное биоразнообразие проблемных групп высших перепончатокрылых насекомых» (рук. С. А. Белокобыльский).
- РФФИ № 16-04-00197_a. «Паразитические и жалоносные перепончатокрылые насекомые: актуальные вопросы систематики, филогении и биоразнообразия» (рук. С. А. Белокобыльский).
- РФФИ № 15-29-02466_a. «Ревизия таксономической и генетической структуры биоразнообразия перепончатокрылых насекомых России в целях рационального использования их природного потенциала» (рук. С. А. Белокобыльский).
- РФФИ № 13-04-00026_а. «Классификация, филогения, биологическое и таксономическое разнообразие проблемных групп высших перепончатокрылых насекомых» (рук. С. А. Белокобыльский).

## Эпонимия
В честь С. А. Белокобыльского были названы многие новые виды животных, в том числе:
- Arachnospila belokobylskii Loktionov and Lelej, 2011  (Pompilidae)
- Campodorus belokobylskii Kasparyan, 2005[5] (Ichneumonidae)
- Dacnusa belokobylskii Tobias, 1998[6] (Braconidae)
- Dipara belokobylskii Dzhanokmen, 1993[7] (Pteromalidae)
- Exochus belokobylskii Tolkanitz, 2001[8] (Ichneumonidae)
- Gelanes belokobylskii Khalaim, 2002[9] (Ichneumonidae)
- Microleptes belokobylskii Humala, 2003[10] (Ichneumonidae)
- Neoitamus belokobylskii Lehr, 1999 (Asilidae)
- Orientopius belokobylskii 	Tobias, 1998[6] (Braconidae)
- Polyblastus belokobylskii Kasparyan, 1999[11] (Ichneumonidae)
- Priocnemis belokobylskii Lelej, 1988[12] (Pompilidae)
- Rhabdoblatta belokobylskii Anisyutkin, 2005[13] (Blaberidae)
- Stilbops belokobylskii Kasparyan & Kuslitzky, 1999 [14] (Ichneumonidae)
- Vinata belokobylskii (Emeljanov, 1992)[15] (Derbidae, Fulgoroidea)